# Inżynieria tkankowa

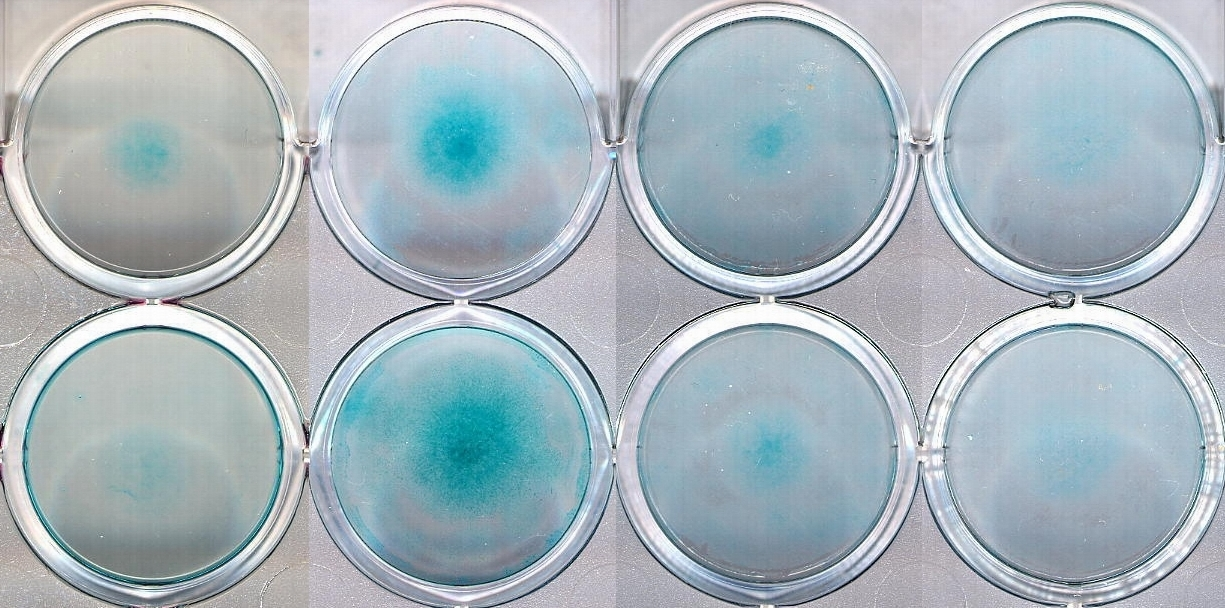
Kultury komórkowe wybarwione błękitem alcjańskim

Inżynieria tkankowa – dziedzina nauk technicznych zajmująca się wykorzystaniem wiedzy medycznej oraz metod inżynierii materiałowej do wytwarzania funkcjonalnych zamienników uszkodzonych tkanek lub całych narządów. Obejmuje manipulacje komórkami (somatycznymi i macierzystymi), konstruowanie odpowiednich rusztowań podtrzymujących, wpływanie na warunki wzrostu tkanki oraz jej strukturę oraz utrzymanie sprzyjających parametrów fizykochemicznych otoczenia. Intensywny rozwój tej specjalności rozpoczął się w połowie lat 90.; dotychczas w praktyce klinicznej znalazły zastosowanie nowoczesne implanty skóry i tkanki chrzęstnej. Łącznie z kierunkami terapii wykorzystującymi komórki macierzyste pozostaje w obszarze zainteresowania tak zwanej medycyny regeneracyjnej.

## Cele
Często używana definicja inżynierii tkankowej autorstwa Roberta Langera i Josepha Vacantiego opisuje ją jako dyscyplinę mającą umożliwić wykorzystanie osiągnięć nauk przyrodniczych oraz nowoczesnych technologii do rozwoju materiałów biologicznych mogących przywrócić, utrzymać bądź usprawnić funkcje poszczególnych tkanek lub narządów. Aby zrealizować to zadanie, należy dogłębnie zrozumieć zjawiska rządzące wzrostem i różnicowaniem się komórek, sposoby sygnalizacji międzykomórkowej oraz właściwości fizyczne biomateriałów. Problemy te są przedmiotem badań prowadzonych równolegle przez specjalistów z dziedzin nauk medycznych, biotechnologii, klasycznej inżynierii materiałowej oraz bioinformatyki. 
Wprowadzeniem do historii i zarazem przewodnikiem po celach stawianych inżynierii materiałowej jest wydany w 2003 roku przez National Science Foundation raport pod tytułem The Emergence of Tissue Engineering as a Research Field.

## Stosowane materiały

### Komórki
Inżynieria tkankowa opiera się na manipulacjach żywymi komórkami. Ich właściwości oraz dostępność determinują możliwy sposób wykorzystania. Przełomem w pozyskiwaniu materiału do badań okazało się odkrycie w 1998 przez naukowców z Geron Corp. sposobu na przedłużanie telomerów, skutkiem czego stało się możliwe wytwarzanie nieśmiertelnych linii komórkowych. Do tej pory rozwój kultur laboratoryjnych zdrowych, niepodlegających transformacji nowotworowej, komórek ssaków był ograniczony liczbą dopuszczalnych podziałów, zwaną limitem Hayflicka.

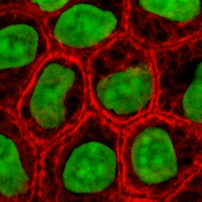
Wybarwione komórki nabłonkowe widziane pod mikroskopem fluorescencyjnym

Z tkanek płynnych (na przykład krwi) komórki ekstrahowane są metodami masowymi, głównie przez odwirowanie i aferezę. Uzyskiwanie komórek pochodzących z materiału stałego jest bardziej skomplikowane. Zwykle tkanka musi zostać rozdrobniona, następnie potraktowana enzymami rozkładającymi macierz pozakomórkową (trypsyną, kolagenazą), a dopiero później rozdziela się płynną masę komórkową wyżej wspomnianymi metodami. 
Używane komórki można podzielić ze względu na ich pochodzenie oraz stopień zróżnicowania:
- Komórki autogeniczne są pozyskiwane bezpośrednio z organizmu przyszłego biorcy. Minimalizuje to ryzyko odrzucenia implantu, przewlekłej odpowiedzi zapalnej lub infekcji obcymi patogenami, jednak ich pozyskanie może być kłopotliwe. Podeszły wiek, przewlekłe choroby i rozległe obrażenia stanowią zasadnicze przeciwwskazania. Operacja pobrania tkanki bywa uciążliwa, a rozwinięcie hodowli komórkowej na bazie próbki pochłania znaczną ilość czasu. Obecnie najbardziej korzystnym, wszechstronnym źródłem komórek biorcy są mezenchymalne komórki macierzyste, obecne w szpiku kostnym oraz tkance tłuszczowej. Mogą one różnicować się w wiele tworów tkanki łącznej (multipotencja), na przykład tkankę kostną, chrzęstną, czy blaszki tłuszczu. Dzięki łatwemu dostępowi do zewnętrznej warstwy tkanki tłuszczowej łatwo pozyskać je w większych ilościach.
- Komórki izogeniczne (syngeniczne) pochodzą z organizmów o identycznym materiale genetycznym: bliźniąt jednojajowych, klonów, linii zwierzęcych hodowanych wsobnie przez długi okres.
- Komórki allogeniczne pochodzą od dawcy tego samego gatunku. Eksperymenty in vitro z komórkami ludzkimi są ograniczone różnorodnymi zastrzeżeniami natury etycznej. Do jednego z powszechnie akceptowanych źródeł komórek człowieka zalicza się tkankę łączną napletka, z której pobiera się fibroblasty używane do wytwarzania transplantów skórnych.
- Komórki ksenogeniczne (heterogeniczne, obcogatunkowe) są pozyskiwane od innych organizmów żywych. Szczególnym zainteresowaniem cieszą się komórki zwierzęce do wytwarzania implantów sercowo-naczyniowych. Ich użycie obarczone jest jednak dużym ryzykiem odrzucania nadostrego (przy braku leczenia immunosupresyjnego biorcy); brak też odpowiednich zabezpieczeń przed transferem obcych człowiekowi patogenów.

- Komórkami pierwotnymi nazywamy komórki pochodzące bezpośrednio z organizmu żywego, a wtórnymi pobrane z banku komórek.

- Komórki macierzyste cechują się brakiem zróżnicowania i zdolnością do nieograniczonej liczby podziałów, dających w efekcie komórki o wyższym stopniu specjalizacji. Zależnie od źródła klasyfikuje się je jako zarodkowe (uzyskane z embrionu w stadium moruli czy blastocysty) lub somatyczne (pochodzące od dorosłego organizmu); różnią się one ilością struktur, którym mogą dać początek i warunkami hodowli poza naturalnym środowiskiem. Z powodu dynamicznego rozwoju biotechnologii medycznej powyższy podział jest w pewnym stopniu umowny, gdyż istnieją techniki krzyżujące oba typy (klonowane zarodkowe komórki macierzyste, międzygatunkowe komórki macierzyste uzyskane drogą transferu jądrowego). Obecnie największe nadzieje budzą indukowane pluripotencjalne komórki macierzyste, będące komórkami sztucznie odróżnicowanymi („cofniętymi w rozwoju”).

- Komórki zróżnicowane, tworzące struktury dojrzałego organizmu, mimo przewagi liczebnej stanowią trudniejszy materiał do hodowli. Do wszelkich zabiegów wymagana jest znaczna ich ilość z uwagi na niską liczbę podziałów i niewielką plastyczność.

Animacja struktury nanorurki węglowej. Nanorurki były obiecującym materiałem na rusztowania komórkowe z powodu ich biokompatybilności i dużej wytrzymałości fizycznej. Nie wyjaśniono jednak wszystkich kwestii związanych z potencjalną toksycznością.

### Rusztowania
Komórki często umieszcza się na sztucznym rusztowaniu, mającym na celu podtrzymanie kształtującej się struktury przestrzennej. Odgrywa ono kluczową rolę w formowaniu sprzyjającego, przypominającego naturalne, mikrośrodowiska i ma za zadanie:
- umożliwiać zarówno przyleganie, jak i migracje komórek
- dostarczać niezbędne czynniki wzrostu (związki organiczne, bodźce fizyczne)
- umożliwiać dyfuzję składników odżywczych oraz innych wytwarzanych substancji
- utrzymywać odpowiednie parametry mechaniczne i fizykochemiczne, sprzyjające integracji i dalszemu rozwojowi tkanki.

### Używane materiały
Aby podołać tym wymaganiom, rusztowanie musi charakteryzować odpowiednia struktura i skład chemiczny. Wysoka porowatość i odpowiednia wielkość otworów są niezbędne do wytworzenia przestrzeni życiowej dla komórek i zapewnienia integralności narządu. Użyty materiał powinien ulegać biodegradacji, aby macierz mogła być usuwana z otoczenia bez potrzeby interwencji chirurgicznej. Szybkość absorpcji powinna współgrać z tempem odnowy danej tkanki, która stopniowo przejmuje obciążenie mechaniczne. W tej chwili największy stopień kontroli nad strukturą zapewnia ciągle rozwijana technika drukowania organów (ang. organ printing)
Dotychczas zbadano pod kątem zastosowań w inżynierii tkankowej wiele rodzajów ogólnodostępnych substancji. Większość z nich posiadała już do tej pory swoiste zastosowania w medycynie. Za przykład mogą służyć poliestry, które używane są do wytwarzania wchłanialnych nici chirurgicznych. Poniżej wymieniono najważniejsze kategorie materiałów: 
- naturalne polimery
  - białkowe, na przykład kolagen, fibryna
  - polisacharydowe: kwas hialuronowy, kwas alginowy
- surowce ceramiczne
  - tlenek glinu (Al2O3)
  - hydroksyapatyt
  - szkło bioaktywne
- materiały kompozytowe: kolagen + hydroksyapatyt
- materiały syntetyczne
  - glikol polietylenowy
  - poliestry: polilaktyd (PLA), polikaprolakton (PCL), poliglikolid (PGA).

Właściwości nowo projektowanych materiałów są optymalizowane pod kątem biozgodności i wykluczenia właściwości immunogennych. Sztuczne rusztowanie, wprowadzone bezpośrednio do organizmu, jest rozpoznawane jako ciało obce, wywołujące ostrą reakcje ze strony układu odpornościowego. Obejmuje ona zewnątrzpochodne krzepnięcie krwi, aktywację układu dopełniacza, naciek limfocytarny oraz proces włóknienia okolicznych tkanek. Problemu można uniknąć poprzez używanie powłok o odpowiednim ładunku elektrostatycznym, wytwarzanych z substancji obojętnych immunologicznie. 
Kolejną kwestią braną pod uwagę przy wyborze rusztowania jest szacowana wydajność produkcji przemysłowej oraz możliwości dostosowania krytycznych jego parametrów (czas wchłaniania, gęstość) w zależności od potrzeb.
Rusztowanie może składać się ze związków występujących naturalnie w macierzy pozakomórkowej. Rozważa się użycie polimerów białkowych: kolagenu lub fibryny oraz polisacharydów w rodzaju chitozanu lub glikoaminoglikanów (szczególnie pochodne kwasu hialuronowego). Ich zaletą jest dobra integracja z materiałem komórkowym, jednak pewne kwestie związane z potencjalną immunogenicznością pozostają na razie nierozstrzygnięte. Jedną z technik, która obecnie budzi największe nadzieje, jest adaptowanie naturalnego szkieletu narządów, z którego usunięto poprzednio materiał komórkowy. 

### Wytwarzanie
W literaturze przedyskutowano już wiele metod syntez materiałów porowatych, które mogłyby służyć za macierz dla komórek. Każda z nich posiada pewne unikalne właściwości, jednak żadna nie jest w pełni pozbawiona wad.

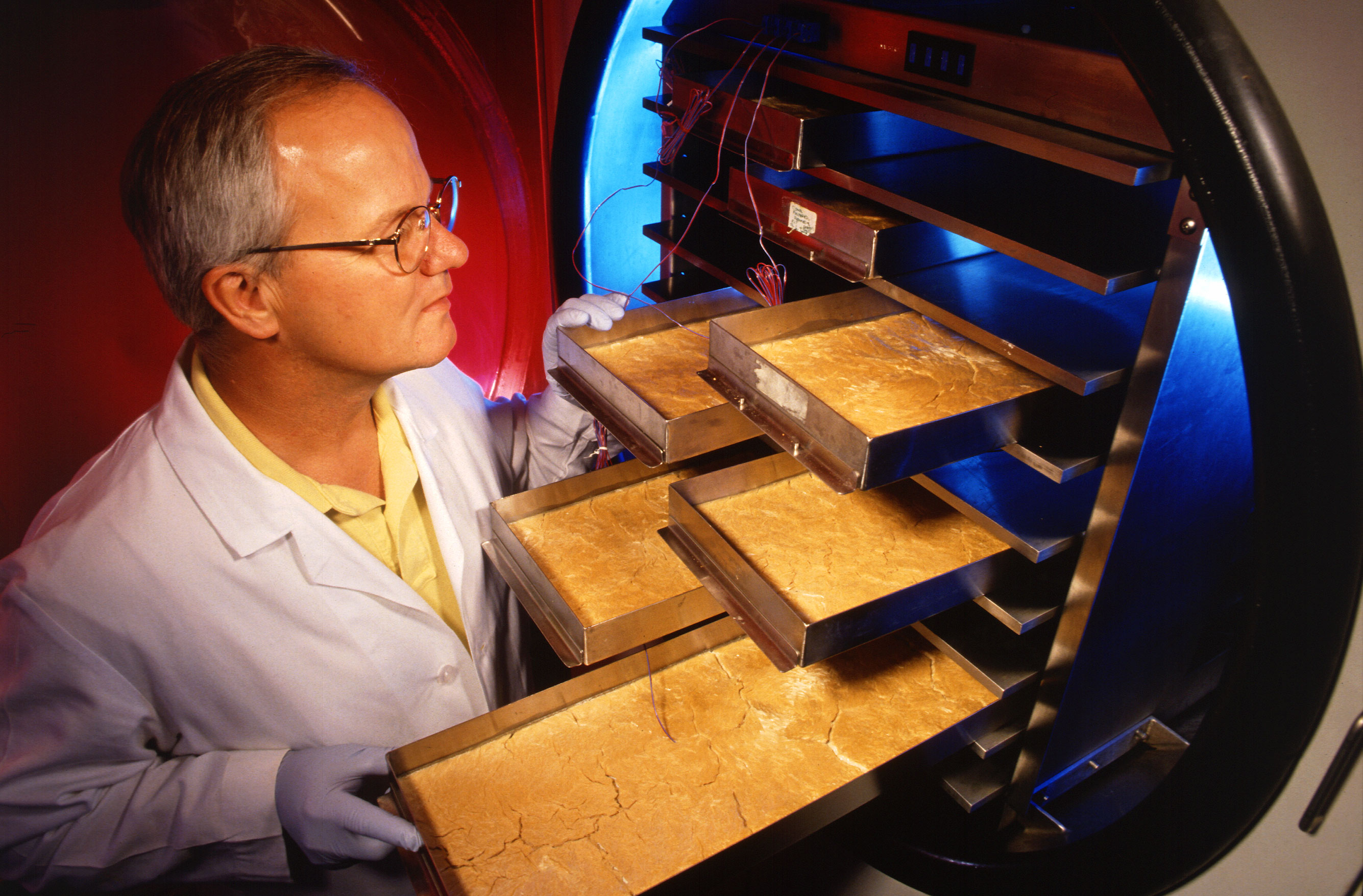
Wyładunek tacek z materiałem poddanym liofilizacji

- Samoorganizowalne nanowłókna. Jedna z niewielu metod, umożliwiająca tworzenie biokomponentów o właściwościach zbliżonych do naturalnej macierzy pozakomórkowej. Rusztowania zawierające hydrożel, składane z użyciem tej technologii, wykazują korzystniejsze właściwości toksykologiczne i większą biozgodność niż tradycyjne materiały.
- Technologie tekstylne. Do tej grupy można zaliczyć wszystkie koncepcje, z powodzeniem stosowane do wyrobu materiałów nietkanych (włóknin) z tworzyw sztucznych. Sukcesem zakończyły się próby przystosowania włókien poliglikolidowych do hodowli różnego rodzaju komórek. Wadami takiego rozwiązania jest trudność z zachowaniem dużej porowatości struktury oraz utrzymanie regularnej wielkości otworów.
- Odlew z rozpuszczalnika połączony z ługowaniem cząstek stałych (Solvent Casting & Particulate Leaching - SCPL). Podejście umożliwia dobranie porowatości preparatów, jednak nakłada ograniczenia ich grubość. Polimer traktuje się rozpuszczalnikiem organicznym, po czym wlewa się go do formy zawierającej cząsteczki porogenne. W zależności od wymaganej średnicy porów stosuje się sole nieorganiczne, drobnokrystaliczną sacharozę lub parafinowe bądź żelatynowe kulki. Po odparowaniu rozpuszczalnika materiał zanurza się w basenie z substancją roztwarzającą cząsteczki. Oprócz ograniczeń narzuconych na wymiary, wadą pozostaje potencjalnie szkodliwy wpływ pozostałości rozpuszczalnika na kultury komórkowe.
- Spienianie gazem. W celu uniknięcia przymusu stosowania szkodliwych rozpuszczalników i substancji porogennych, rozwinięto metody formowania porów z użyciem sprzężonego gazu. Dysk z polimeru poddaje się formowaniu tłocznemu pod zwiększoną temperaturą. Krążki są później odkładane na kilka dni do komory, w której poddaje się je oddziaływaniu sprzężonego CO2. Ciśnienie w komorze stopniowo zmniejsza się do poziomu atmosferycznego; w tym czasie w materiał zamienia się w gąbkowatą, wypełnioną porami strukturę. Wysoka temperatura wyklucza użycie wielu substancji o obiecujących właściwościach; problemem pozostaje również brak połączeń między pęcherzykami.

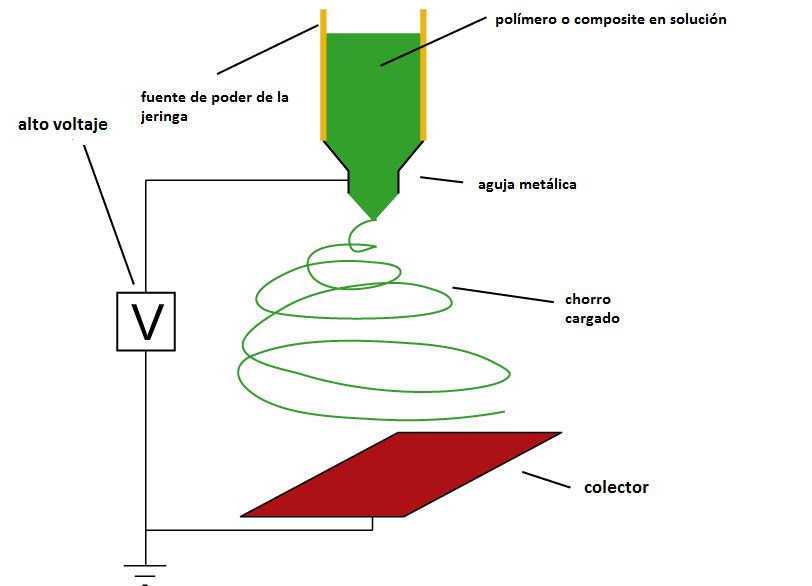
Schemat prostego zestawu do elektrosprzężania; usunięto tłok strzykawki

- Emulgowanie/liofilizacja. Technika, w przeciwieństwie do SCPL, nie wymaga używania stałego porogenu. Polimer syntetyczny traktuje się rozpuszczalnikiem, do którego dodaje się wodę, tworząc emulsję. Zanim nastąpi samoczynne rozdzielenie faz cieczy, całość wlewa się do formy i szybko zamraża przez zanurzenie w ciekłym azocie. Poprzez liofilizację usuwa się zarówno rozpuszczalnik jak i wodę, pozostawiając porowate rusztowanie. Zaletą jest skrócenie czasu produkcji (brak ługowania), jednak pozostaje problem potencjalnie toksycznego wpływu rozpuszczalnika na hodowane komórki. Pory są stosunkowo małych rozmiarów, nierównomiernie rozmieszczone w całości masy.
- Indukowany termicznie rozdział faz (TIPS, od ang. thermally induced phase separation). Technika zbliżona do omówionej poprzednio; w tym wypadku rozpuszczalnik charakteryzuje się niską temperaturą topnienia, ułatwiającą sublimację. Zarzuty pozostają te same.
- Elektroprzędzenie. Bardzo wszechstronna metoda, umożliwiająca wytwarzanie włókien o mikro- i nanometrowych średnicach. Zwykle roztwór jest przepuszczany przez dyszę przędzalniczą, na końcu której utrzymuje się wysokie napięcie. Siły odpychania elektrostatycznego wymuszają wypuszczenie cienkiej, włóknistej wiązki. Uziemiony lub naładowany przeciwnie odbieralnik gromadzi strumień, zamieniający się w wypełnioną porami sieć. Głównymi zaletami technologii są jej prostota i uniwersalność.
- Technologie CAM/CAD. Programy wspomagające projektowanie i wytwarzanie materiałów mają ułatwić kontrolę nad kluczowymi właściwościami rusztowań. Trójwymiarowy model, wygenerowany w aplikacji CAD jest drukowany z użyciem sproszkowanego polimeru lub wytwarzany metodą osadzania topionego materiału (FDM, od ang. fused deposition modeling), w tym wypadku: wskazanego polimeru.

## Kultury tkankowe
W wielu przypadkach wytworzenie in vitro funkcjonalnej struktury tkankowej wymaga ścisłych warunków hodowli, które sprzyjają wzrostowi i dalszemu rozwojowi preparatu. Ogólnie rzecz biorąc, należy kontrolować wszystkie podstawowe czynniki fizykochemiczne, które wpływają na pracę komórek: natlenowanie, równowagę kwasowo-zasadową, wilgotność, temperaturę, stężenie substancji odżywczych oraz ciśnienie osmotyczne.

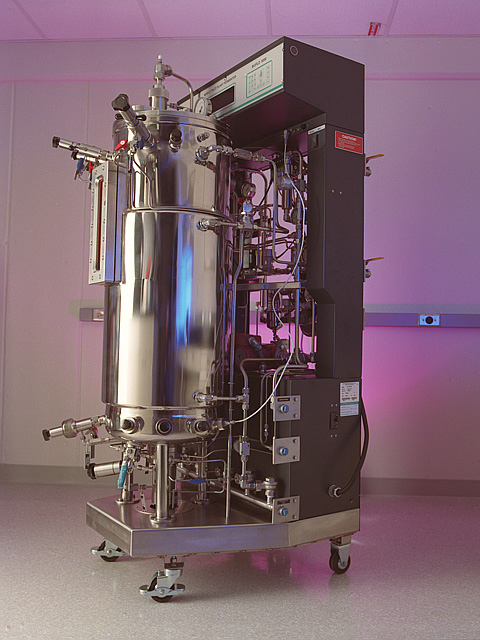
Zabudowany bioreaktor używany w badaniach naukowych

W wielu procedurach inżynierii tkankowej znajdują zastosowanie bioreaktory. Bioreaktor jest urządzeniem umożliwiającym prowadzenie procesów mikrobiologicznych w ściśle kontrolowanych warunkach. Wpływa to na optymalizację przebiegu produkcji oraz ogranicza ryzyko zakażeń kultury przez niepożądane drobnoustroje. Urządzenia tego typu potrafią symulować dynamicznie zmieniające się środowisko wewnętrzne organizmu, przyśpieszając tym samym wzrost i poprawiając jakość hodowanych tkanek.
Utrzymanie prawidłowych parametrów staje się dużym wyzwaniem przy powiększaniu rozmiarów hodowli. Rozliczne trudności napotykane przy pracy z materiałami tkankowymi wynikają z ograniczonej możliwości obiegu substancji odżywczych. W typowych hodowlach komórkowych transport składników odżywczych i metabolitów komórkowych odbywa się na zasadzie dyfuzji prostej. Zjawisko to ogranicza grubość warstwy tkanki do około 100 mikrometrów; przy większych wymiarach od brak naczyń krwionośnych powoduje niski stopień perfuzji, zaburzając funkcjonowanie komórek. Obecnie w celu indukowania rozwoju sieci naczyniowej stosuje się rusztowania z mikrofakturą (sprzyja rozwojowi podłużnych struktur); szkielety z silikonu (na których hoduje się komórki śródbłonka) czy oscylacyjne zmiany ciśnienia w reaktorze (indukuje rozwój mięśniówki gładkiej naczyń).
W najbliżej przyszłości przewiduje się rozwój metod biodrukowania organów. Modyfikując rozwiązania stosowane w zwykłych drukarkach atramentowych, wytwarza się precyzyjnie rozplanowane warstwy pożądanej tkanki przez natryskiwanie komórek rozpuszczonych w żelu termoodwracalnym. Dowiedziono, że takie pakiety komórek (np. śródbłonek) posiadają zdolność do formowania struktur wyższego rzędu (w tym wypadku - szkieletu naczyń krwionośnych).

### Związki chemiczne
Inną kwestią jest dostarczenie niezbędnych bodźców czy substancji do rozwoju komórek. W wielu wypadkach utrzymanie korzystnych warunków otoczenia nie jest wystarczające do wykreowania funkcjonalnego preparatu. W środowisku naturalnym na komórkę działają rozmaite czynniki wzrostu, hormony, określone metabolity i bodźce fizykochemiczne, które rzutują na wydajność zachodzących w niej procesów. 

## Strategie terapeutyczne
Transplantacja komórek. Najprostszą metodą aplikacji jest bezpośrednie przeszczepienie pożądanego typu komórek, pobranych metodą biopsji lub pochodzących z hodowli komórek macierzystych. Przeszczep może być realizowany zarówno w układzie autogenicznym, jak i allogenicznym – w drugim wypadku często potrzebne jest zapewnienie terapii immunosupresyjnej w celu zmniejszenia ryzyka odrzucania transplantu. Inna trudność polega na wymuszeniu integracji z otaczającymi go tkankami gospodarza. Metody leczenia (np. zawału serca) za pomocą iniekcji komórek macierzystych znajdują się obecnie w stadium prób klinicznych.

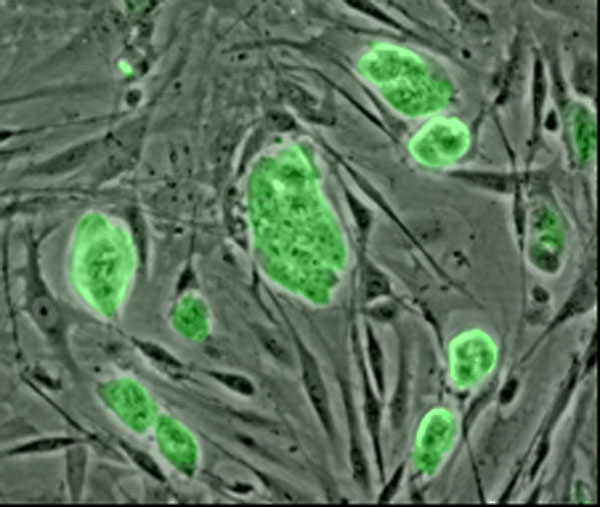
Mysie komórki macierzyste

Alternatywny wariant takiej terapii polega na umieszczaniu wszczepianych komórek we wnętrzu otoczki z polimeru. Taki sposób rozważany jest jako jedna z metod leczenia cukrzycy; komórki B (zdolne do wydzielania insuliny) wysp Langerhansa byłyby implantowane w ciele pacjenta bez narażania go na ryzyko konfliktu immunologicznego (występującego na przykład w przeszczepach trzustki). 
Implantacja matryc. Polega na umieszczeniu samego rusztowania, które stopniowo kolonizują komórki gospodarza. Implant musi zawierać substancje indukujące migracje i wzrost komórek. Takie postępowanie daje obiecujące rezultaty przy leczeniu oparzeń i poważnych urazów.   
Implantacja matryc z komórkami. Najbardziej kompleksowym rozwiązaniem jest wszczepianie kompletnych, wyhodowanych in vitro struktur, nie wymagających długotrwałej adaptacji do warunków panujących w organizmie biorcy. Uzyskanie w sposób sztuczny pełnej tkanki wymaga poświęcenia znacznego nakładu środków na przestrzeganie restrykcyjnych warunków hodowli. Ograniczenia technologiczne nie pozwalają obecnie na projektowanie bardziej zaawansowanych systemów; obiecujące wyniki osiągnięto jednak przy odtwarzaniu prostszych struktur, takich jak chrząstki czy powłoki skórne. Dużą trudnością jest wytworzenie sieci naczyń krwionośnych, nie tylko zapewniających perfuzję tkankom, ale też zdolnych do połączeń z naczyniami biorcy. 
Uznawanym na całym świecie dowodem bezpieczeństwa i skuteczności nowych metod terapeutycznych jest dopuszczenie ich na rynek przez amerykańską Agencję Żywności i Leków. Jej aprobatę posiadały:
- kilka żywych substytutów skóry, wytwarzanych z ludzkich fibroblastów
- świńska warstwa podśluzówkowa jelita cienkiego, zastępująca oponę twardą lub leczenia urazów skóry
- chondrocyty autogeniczne do regeneracji ubytków tkanki chrzęstnej
- bezkomórkowe rusztowania sprzyjające regeneracji skóry.

## Przedsiębiorstwa zaangażowane w rozwój inżynierii tkankowej
W tabeli wyszczególniono firmy przedsiębiorstw, które zaangażowane są w rozwój innowacyjnych produktów otrzymywanych metodami inżynierii tkankowej. Zostały one pogrupowane ze względu na stopień zaawansowania rozwijanych przez nich projektów. Na rynku amerykańskim działa już ponad 70 przedsiębiorstw specjalizujących się w tej dziedzinie (w całej Europie - ponad 100). Nie wszystkie technologie są rozwijane z myślą o zastosowaniu w medycynie regeneracyjnej; niektóre inicjatywy obejmują aparaturę biomedyczną najnowszej generacji, inne zostały stworzone jako zestawy testowe do badaniach laboratoryjnych, obecnie przeprowadzanych na zwierzach.
Według szacunków od 2009 roku europejski rynek produktów inżynierii tkankowej miał rosnąć w tempie 10% rocznie i w 2012 wielkością zrównać się z amerykańskim. Globalny popyt na takie rozwiązania szacowany był nawet na 400 mld euro.
| Typ terapii                    | Faza przedkliniczna                                             | Próby kliniczne | Dopuszczone do użytku |
| ------------------------------ | --------------------------------------------------------------- | --- | --- |
| Transplantacja komórek         | 3DM, Cardio, Cytomatrix, RegenTec, Regentis Biomaterials, Tepha | Aastrom, Algenix, Bioheart, Celltrix, Forticell Bioscience, Kuros Biosurgery, Neurotech SA, Proneuron, Serica Technologies, Stem Cell Inc. | Advanced Biopolymers, Baxter, Cook Biotech, Excorp, Fidia, Imedex Biomateriaux, Integra, Johnson & Johnson, Lifecell, Medtronic, Orthovita, Pioneer Surgical Technology, ReGen Biologics, TEI Biosciences, Tissue Regeneration Therapeutics |
| Implantacja macierzy           | BioEngine, Cerco Medical, GeneGrafts, MicroIslet                | ArBlast, Excorp, HepaLife Technologies, Isolagen, LCT, Neurotech, Novocell, NsGene, Pervasis Therapeutics, TiGenix, Vital Therapies        | Advanced BioHealing, Arthro Kinetics, Biotissue Technology, Cell Matrix, CellTran, Genzyme, Hybrid Organ, Interface Biotech, Organogenesis, Pionier Surgical, SEWON Cellontech, Tetec, Vasotissue Technologies                              |
| Implantacja komórek z macierzą | Bio Nova, Humacyte                                              | BioMimetic Therapeutics, Cytograft, Educell, Histogenics, Intercytex, ISTO, Tengion, Theregen                                              | Euroderm, Japan Tissue Engineering, Karocell Tissue Engineering, MatTek, Skin Ethic Laboratories |